# ディラン・カスマン
ディラン・カスマン（Dylan Kussman、1971年1月21日 - ）は、アメリカ合衆国の俳優、脚本家。カリフォルニア州出身。

## 出演作品
- リチャード・ジュエル Richard Jewell (2019)
- アウトロー
- メンフィス・ビート　～南部警察 人情派～シーズン1
- WITHOUT A TRACEファイナル・シーズン
- コールドケース 迷宮事件簿4
- Dr.HOUSE
- 誘拐犯
- ワイルドハート／彼女は空を翔けた
- いまを生きる
- ブラット・パトロール

## 脚本作品
- ザ・マミー/呪われた砂漠の王女